# Ивиньема
Ивиньема (порт. Ivinhema) —  муниципалитет в Бразилии, входит в штат Мату-Гросу-ду-Сул. Составная часть мезорегиона Юго-запад штата Мату-Гроссу-ду-Сул. Входит в экономико-статистический микрорегион Игуатеми. Население составляет 20 583 человека на 2007 год. Занимает площадь 2009,887 км². Плотность населения — 10,24 чел./км².
Праздник города — 11 ноября.

## История
Город основан 11 ноября 1963 года.

## Статистика
- Валовой внутренний продукт на 2003 год составляет 129 388 407,00 реалов (данные: Бразильский институт географии и статистики).
- Валовой внутренний продукт на душу населения на 2003 год составляет 6230,48 реалов (данные: Бразильский институт географии и статистики).
- Индекс развития человеческого потенциала на 2000 год составляет 0,738 (данные: Программа развития ООН).